# Success (Arkansas)
Pour les articles homonymes, voir Success.
Success est une municipalité du comté de Clay, dans l’État de l’Arkansas, aux États-Unis.

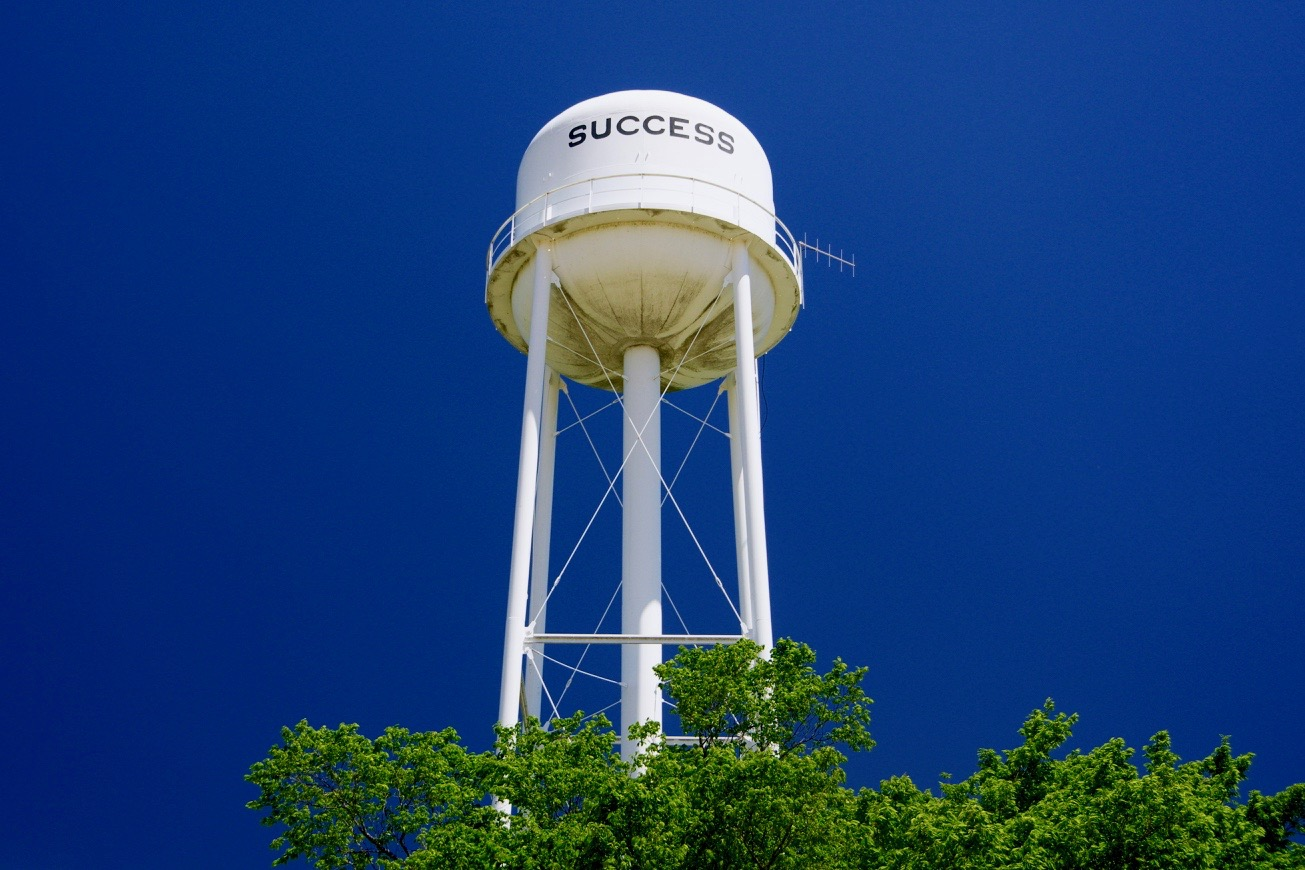
Château d'eau

## Démographie
| 1910 | 1920 | 1930 | 1940 | 1950 | 1960 |
| ---- | ---- | ---- | ---- | ---- | ---- |
| 379  | 436  | 308  | 281  | 311  | 226  |

| 1970 | 1980 | 1990 | 2000 | 2010 | - |
| ---- | ---- | ---- | ---- | ---- | - |
| 201  | 223  | 170  | 180  | 149  | - |